# Sergej Roesin
Sergej Aleksandrovitsj Roesin (Russisch: Сергей Александрович Русин) (Leningrad, 17 november 1961) is een Sovjet-Russisch zwemmer.

## Biografie
Roesin won tijdens de Olympische Zomerspelen van 1980 in eigen land de gouden medaille op de 4x200 m vrije slag. Roesin kwam alleen in actie in de series, de spelen van 1980 waren de eerste waarbij de zwemmers uit de series ook een medaille ontvingen.

## Internationale toernooien
| Jaar | Olympische Spelen                                | Wereldkampioenschappen                  | Europese kampioenschappen           |
| ---- | ------------------------------------------------ | --------------------------------------- | ----------------------------------- |
| 1975 |                                                  | 17e 1500 m vrije slag                   |                                     |
| 1976 |                                                  |                                         |                                     |
| 1977 |                                                  |                                         | 400m vrije slag · 4×200m vrije slag |
| 1978 |                                                  | 4e 400m vrije slag · 4x200 m vrije slag |                                     |
| 1979 |                                                  |                                         |                                     |
| 1980 | 4x200 m vrije slag · Roesin zwom enkel de series |                                         |                                     |